# Jason Čulina
Jason Čulina (Melbourne, 1980. augusztus 5. –) ausztrál labdarúgó, jelenleg a PSV Eindhoven játékosa.

## Pályafutása
Az ausztrál válogatott tagjaként részt vett a 2006-os németországi és a 2010-es dél-afrikai világbajnokságon.